# Chasmata di Rea
Segue una lista dei chasmata presenti sulla superficie di Rea. La nomenclatura di Rea è regolata dall'Unione Astronomica Internazionale; la lista contiene solo formazioni esogeologiche ufficialmente riconosciute da tale istituzione.
I chasmata di Rea portano i nomi di personaggi e luoghi legati a miti della creazione di varie culture.

## Prospetto
| Chasma             | Eponimo | Latitudine | Longitudine | Diametro |
| ------------------ | --- | ---------- | ----------- | -------- |
| Avaiki Chasmata    | Avaiki - Mondo sotterraneo nella cultura delle Isole Cook dove risiede la madre di Vatea, progenitore degli dei e degli uomini. | 25° N      | 279° W      | 580 km   |
| Galunlati Chasmata | Galunlati - Regione oltre il cielo nella cultura dei Cherokee dove viveva ogni forma di vita prima della creazione della Terra. | 38° N      | 290° W      | 740 km   |
| Pulag Chasma       | Pulag - Monte nella cultura degli Igorot dove sorge il palazzo del dio creatore Lumawig.                                        | 33° S      | 266,5° W    | 190 km   |
| Vaupas Chasma      | Vaupas - Fiume nella cultura dei Cuebo da cui i Cuebo stessi sarebbero nati.                                                    | 35° S      | 260° W      | 280 km   |
| Yamsi Chasmata     | Yamsi - Casa del Vento del Nord nella cultura dei Klamath dove il dio creatore Kemush si riposò dopo la creazione del mondo.    | 28° S      | 280,5° W    | 380 km   |

## Nomenclatura abolita
| Chasma         | Eponimo | Latitudine | Longitudine | Diametro | Motivazione                 |
| -------------- | --- | ---------- | ----------- | -------- | --------------------------- |
| Kun Lun Chasma | Kunlun - Catena montuosa tibetana, che nel Taoismo è sede del paradiso e dimora dello Spirito Madre dell'Ovest.               | 46° N      | 307,5° W    | 0 km     | Riclassificato come linea.  |
| Pu Chou Chasma | Puchou - Montagna della mitologia cinese contro cui picchiò il mostro Kung Chung causando lo spostamento dell'asse terrestre. | 26,1° N    | 95,3° W     | 0 km     | Riclassificato come catena. |